# Ciclo de Wilson

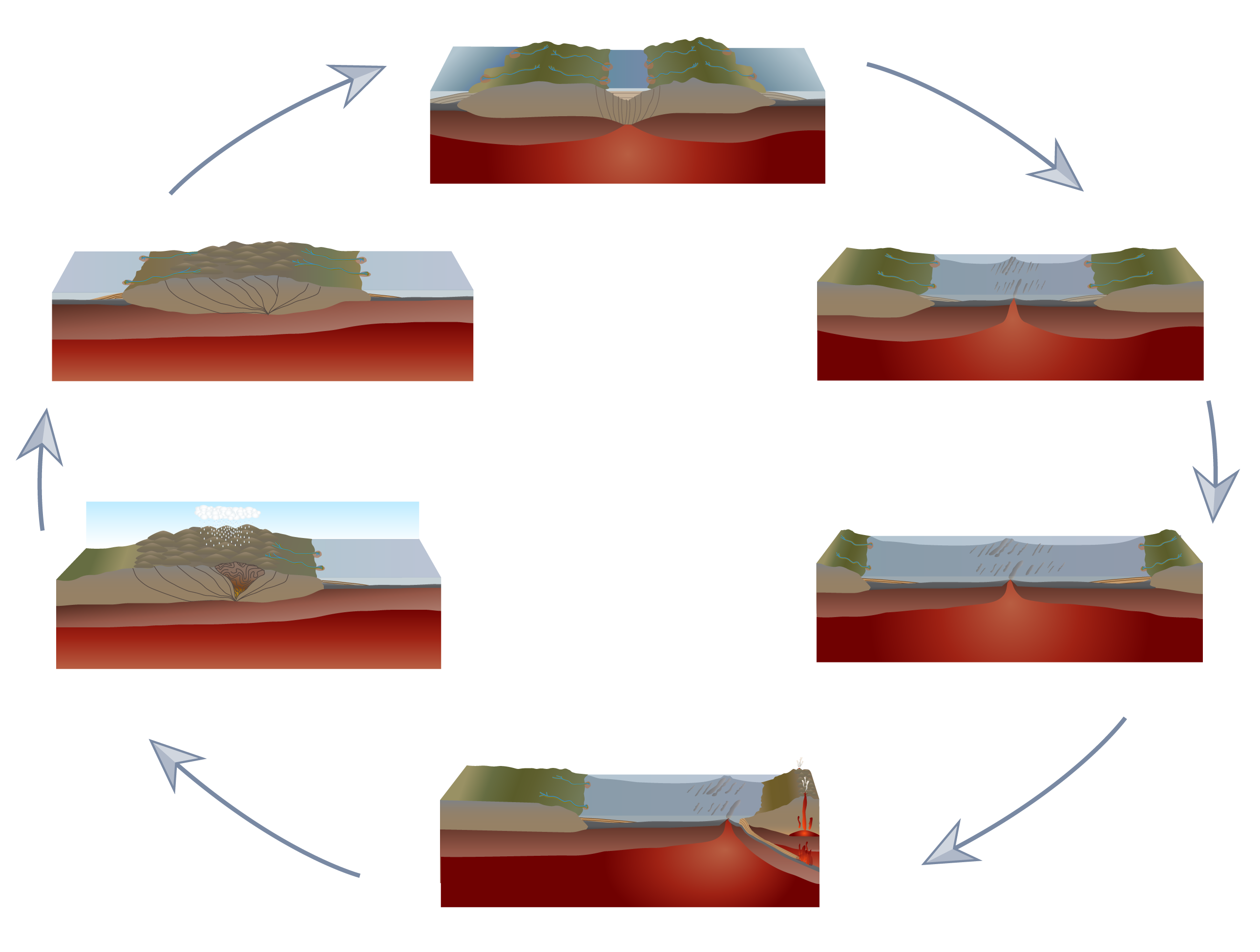
Fases del ciclo de Wilson: desde la posición de las diez en punto en el sentido de las agujas del reloj: (10) extensión inicial previa a la deriva, (12) fase de deriva a deriva, apertura inicial de una cuenca oceánica, (2 y 4) expansión del fondo marino, ensanchamiento de la cuenca, (6) subducción de la litosfera oceánica, cierre de la cuenca, (8) colisión continente-continente

El ciclo de Wilson es un modelo que describe la apertura y el cierre de las cuencas oceánicas y la subducción y divergencia de las placas tectónicas durante el montaje y desmontaje de supercontinentes. Un ejemplo clásico del ciclo de Wilson es la apertura y el cierre del océano Atlántico. Se ha sugerido que los ciclos de Wilson en la Tierra comenzaron alrededor de 3 Ga en el eón arcaico. El modelo del ciclo de Wilson fue un desarrollo clave en la teoría de la tectónica de placas.

## Historia
El modelo lleva el nombre de John Tuzo Wilson, en reconocimiento a su icónica observación de que el actual océano Atlántico aparece a lo largo de una antigua zona de sutura y su desarrollo en un artículo clásico de 1968 de lo que más tarde se denominó "ciclo de Wilson" en 1975 por Kevin C. A. Burke, colega y amigo de Wilson.

## Teoría
La teoría del ciclo de Wilson se basa en la idea de un ciclo continuo de cierre oceánico, colisión continental y formación de un nuevo océano en la antigua zona de sutura. El ciclo de Wilson se puede describir en seis fases del movimiento de las placas tectónicas: la separación de un continente (rift continental), la formación de un océano joven en el lecho marino, la formación de cuencas oceánicas durante la deriva continental, el inicio de la subducción, el cierre de las cuencas oceánicas debido a la subducción litosférica oceánica y, finalmente, a la colisión de dos continentes y al cierre de las cuencas oceánicas. Las primeras tres etapas (Embrionario, Joven, Maduro) describen el ensanchamiento del océano y las últimas tres etapas (Declive, Terminal y Geosutura Relictual) describen el cierre del océano y la creación de cadenas montañosas como el Himalaya.

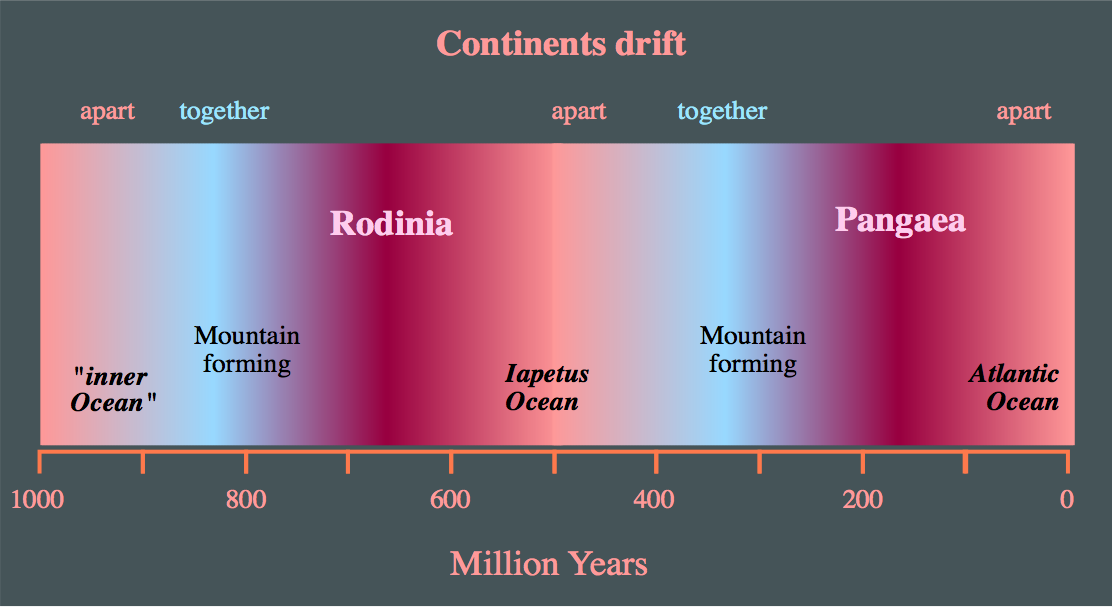
Una representación del ciclo de Wilson en acción. Los continentes están separándose y uniéndose de manera cíclica, como se muestra. Se muestra que el Océano Atlántico se formó a partir de la separación de Pangea. Fue precedido, sin embargo, por el Océano de Jápeto (Iapetus)

En el siglo XXI, los conocimientos de las imágenes sísmicas y otras técnicas han dado lugar a actualizaciones del ciclo de Wilson para incluir relaciones entre la activación del rifting y las plumas mantélicas  El rifting inducido por la pluma y el afloramiento del manto inducido por el rifting pueden explicar la alta correlación de las edades de las Grandes Provincias Ígneas y la edad de ruptura de estos márgenes.

## Distinción con el ciclo supercontinental
Un ciclo de Wilson no es lo mismo que un ciclo supercontinental, que es la ruptura de un supercontinente y el desarrollo de otro, ocurriendo a escala global. El ciclo de Wilson rara vez se sincroniza con el tiempo de un ciclo supercontinental. Sin embargo, tanto los ciclos supercontinentales como los ciclos de Wilson estuvieron involucrados en la formación de Pangea y de Rodinia. La retrospectiva de cincuenta años en el Documento Especial 470 de la Sociedad Geológica de Londres proporciona una excelente visión matizada de cómo encajan estos conceptos, concluyendo que: "ya sea que se denomine el Ciclo de Wilson, o el más amplio Ciclo Supercontinental, la episodicidad tectónica identificada por Tuzo Wilson en su artículo de 1966 define un aspecto fundamental de la evolución tectónica, climática y biogeoquímica de la Tierra durante gran parte de su historia".